# Odontosyllis hartmanae
Odontosyllis hartmanae är en ringmaskart som beskrevs av Averincev 1972. Odontosyllis hartmanae ingår i släktet Odontosyllis och familjen Syllidae. Inga underarter finns listade i Catalogue of Life.